# Distrito electoral de Jacksonville n.º 3
Jacksonville No. 3 (en inglés: Jacksonville No. 3 Precinct) es un distrito electoral ubicado en el condado de Morgan en el estado estadounidense de Illinois. En el Censo de 2010 tenía una población de 912 habitantes y una densidad poblacional de 772,2 personas por km².

## Geografía
Según la Oficina del Censo de los Estados Unidos, tiene una superficie total de 1.18 km², de la cual 1.18 km² corresponden a tierra firme y (0%) 0 km² es agua.

## Demografía
Según el censo de 2010, había 912 personas residiendo. La densidad de población era de 772,2 hab./km². De los 912 habitantes, estaba compuesto por el 84.21% blancos, el 11.73% eran afroamericanos, el 0.33% eran amerindios, el 0% eran asiáticos, el 0% eran isleños del Pacífico, el 0.99% eran de otras razas y el 2.74% pertenecían a dos o más razas. Del total de la población el 2.08% eran hispanos o latinos de cualquier raza.